# Бухгалтер (рассказ)
«Бухгалтер» (англ. The Accountant) — рассказ классика фантастического жанра Роберта Шекли. Написан автором в 1954 году.  В рассказе поднимается проблема отцов и детей и самоопределения человека, в том числе о выборе профессии. Переупрямить родителей часто оказывается чрезвычайно сложно. Впервые опубликован в июле 1954 в «The Magazine of Fantasy and Science Fiction». Переработан автором для включения в сборник «Is THAT What People Do?» (1984). Рассказ номинировался в 1985 году на премию «Locus».

## Сюжет
Есть ложь, есть наглая ложь, а есть статистика...Есть черная магия, есть очень черная магия, и есть бухгалтерия...  
Мортон, сын мистера и миссис Дии, решил учиться на бухгалтера. Но это вызвало недовольство родителей. И для этого есть все основания: он, всё-таки, наследник древнего рода чародеев и магов. Негоже магу становиться бумажным червём. Но когда родители познакомились с наставником, и некоторыми дисциплинами, такими как «Уклонение от налогов, как путь к проклятью», было решено не трогать мальчика: пусть учится, ибо это та же магия. 

## Разное
Произведение было озвучено в рамках проекта «Модель для сборки».